# クリエイトジャパン
クリエイトジャパン株式会社は東京都中央区銀座三丁目にある金融取引業。

## 概略
2005年8月に設立されたFXクリエイト株式会社は、同年12月に外国為替証拠金取引（FX取引）のサービスを始めた。
2008年9月には、インターネット取引「オンラインFX」を開始し、対面取引「スーパーFX」で、24時間注文受付対応を開始した。その後、FXクリエイトは会社の資本金を着実に増やしていき、2016年4月、商品先物業の新日本商品株式会社を吸収合併して、「クリエイトジャパン株式会社」に社名変更した。
現在、クリエイトジャパンは「くりっく365」の外国為替証拠金取引（FX取引）、商品先物取引（CX取引）のサービスを提供している。

## 沿革
2005年(平成17年)
- 8月 - FXクリエイト株式会社を資本金7,000万円で設立

- 12月 - 金融先物取引業の登録、関東財務局(金先)第66号を受け、外国為替証拠金取引の事業を始める

2008年(平成18年)
- 8月 - 本社を東京都港区新橋に移転

- 9月 - インターネット取引「オンラインFX」開始。対面取引「スーパーFX」で24時間注文受付を開始。

- 11月 - 資本金を2億円に増資

2009年(平成19年)
- 7月 - UBS銀行をカバー先金融機関に追加

- 9月 - 三井住友銀行をカバー先金融機関に追加

- 12月 - 第一種金融商品取引業の追加登録を受ける。関東財務局長(金商)第256号

2008年(平成20年)
- 6月 - 三井住友銀行で信託保全スキームを導入

2011年(平成23年)
- 5月 - 資本金を2億800万円に増資

- 7月 - 本社を東京都中央区銀座に移転

2012年(平成24年)
- 3月 - 資本金を3億300万円に増資

- 12月 - 第二種金融商品取引業の追加登録を受ける。東京金融取引所「くりっく365」の取次業務開始

2014年(平成26年)
- 3月 - 店頭外国為替証拠金取引業務終了

2016年(平成28年)
- 4月 - 新日本商品株式会社を吸収合併し、「クリエイトジャパン株式会社」に社名変更する。

## 加入協会
- 金融先物取引業協会

- 日本商品先物取引協会

- 日本証券業協会